# Burleigh Waters
Burleigh Waters är en del av en befolkad plats i Australien. Den ligger i kommunen Gold Coast och delstaten Queensland, omkring 80 kilometer sydost om delstatshuvudstaden Brisbane.
Runt Burleigh Waters är det tätbefolkat, med 570 invånare per kvadratkilometer.. Närmaste större samhälle är Gold Coast, omkring 11 kilometer norr om Burleigh Waters. 
Runt Burleigh Waters är det i huvudsak tätbebyggt. Genomsnittlig årsnederbörd är 1 801 millimeter. Den regnigaste månaden är januari, med i genomsnitt 320 mm nederbörd, och den torraste är oktober, med 41 mm nederbörd.